# Borsodszirák
Borsodszirák es un pueblo ubicado en el distrito de Edelény, condado de Borsod-Abaúj-Zemplén, Hungría.

## Superficie
Posee una superficie de 11,01  kilómetros cuadrados.

## Demografía
Hasta 2022 la población era de 1150 habitantes, con una densidad de población de 104,5 habitantes por kilómetro cuadrado.